# حسین کوراوغلی
حسین کوراوغلی از سیاستمداران ایرانی بود، که در دوره‌های شانزدهم  بعنوان نماینده یزد در مجلس شورای ملی حضور داشت.